# Nygellus subclavatus
Nygellus subclavatus är en rundmaskart. Nygellus subclavatus ingår i släktet Nygellus och familjen Nygolaimidae. Inga underarter finns listade i Catalogue of Life.